# 5. миленијум
5. миленијум је миленијум, односно период, који ће почети 1. јануара 4001. године, а завршити се 31. децембра 5000. године.